# フレディ・プリンゼ・ジュニア

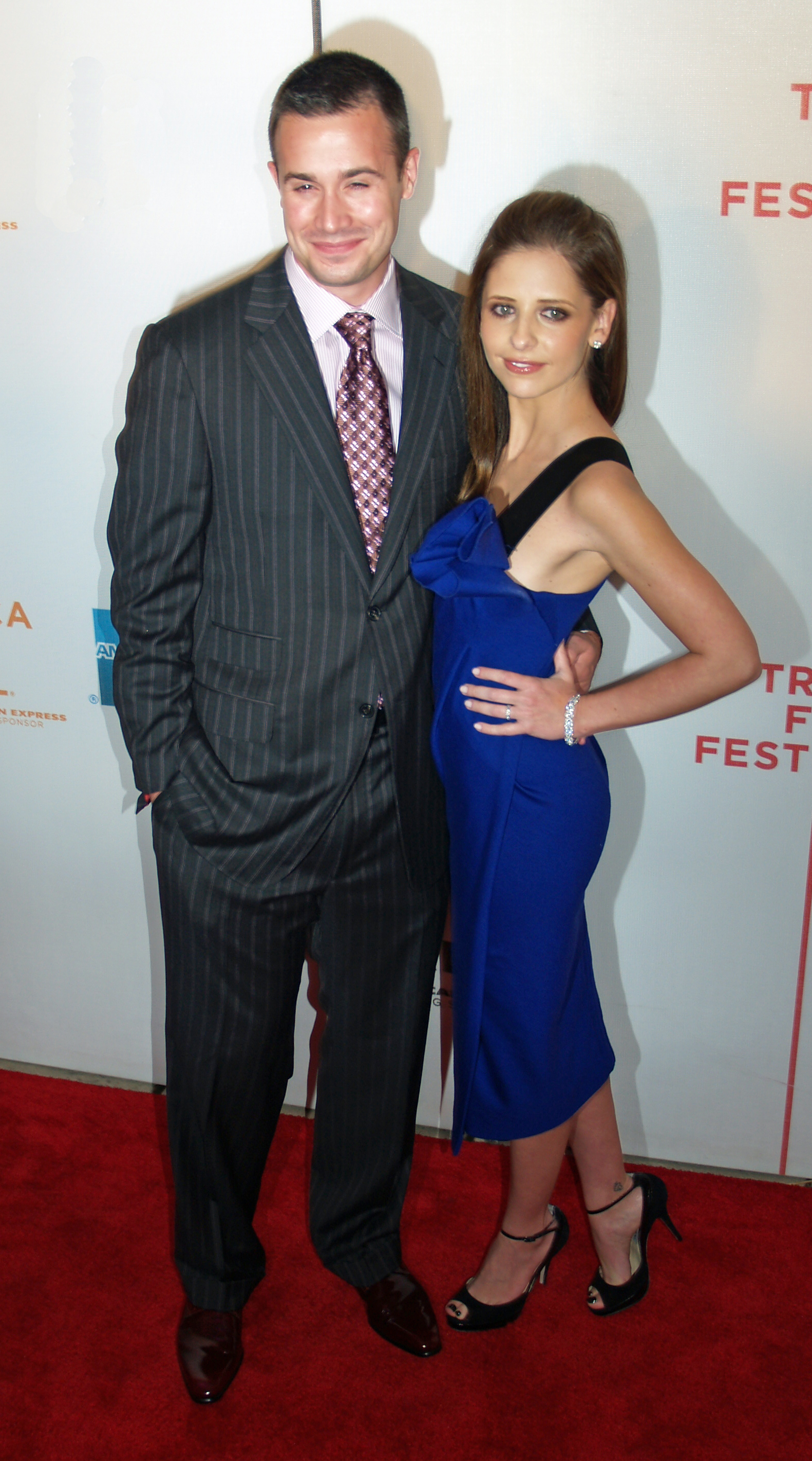
妻と共に

フレディ・プリンゼ・ジュニア（Freddie James Prinze, Jr., 1976年3月8日 - ）は、アメリカ合衆国の俳優。1990年代後半から2000年代前半における活躍がよく知られており、『ラストサマー』およびその続編、『シーズ・オール・ザット』、『スクービー・ドゥー』（実写版）シリーズが代表作となっており、『フレンズ』にも出演したことがある。
また、WWEのスマックダウンのライターだったこともあった。妻は俳優のサラ・ミシェル・ゲラー。父はフレディ・プリンゼ

## 人物
カリフォルニア州ロサンゼルスにて不動産エージェントだったKathy Elaine Cochran (旧姓： Barber)と、プエルトリコとハンガリー系ユダヤ人 の血を引く俳優/コメディアンだったフレディ・プリンゼの子として生まれた。父は1977年、自殺した。
1999年のロサンゼルス・タイムズとのインタビューで、自分の母親がイングランド人、アイルランド人、ネイティブ・アメリカンの血を引いていたことを話し、自分を数年間育ててくれた祖父母はまさにイングランド人とアイルランド人だったと付け加えた。
しかし2007年のインタビューで、自身の母親がイタリア系アメリカ人だったことを話した 。
また、ローマ・カトリック教徒に育てられ、プエルトリコの血を包括的に受け入れた。
アルバカーキで育ち、プエルトリコで夏を過ごし、父方の祖母からスペインの文化とプエルトリコの文化を教わった。
スペイン語とイタリア語が堪能。
彼は幼い時から俳優業に興味を持ち、アルバカーキのLa Cueva High Schoolに通った。
1994年に卒業したあと、テレビ番組のオーディションのためロサンゼルスに移った。

## 俳優として
1995年、ABCのテレビシリーズ Family Matters にゲスト出演、それから特番やテレビ映画に出演を続け、1996年、『逢いたくて』で映画デビュー。 それ以来ティーン向け映画への出演が相次ぐ。『ラストサマー』(1997)とその続編である『ラストサマー2』(1998)でティーンの人気をさらい、ロマンティック・コメディ『シーズ・オール・ザット』(1999)で主演を務める。この映画の興行収入成績はよく、アメリカ合衆国で6,300万ドルの興行成績だった。
それから、『ウィング・コマンダー』 (1999)、Down to You (2000)、『理想の恋人を見つけるための7つのジンクス』(2000)、『恋にあこがれ in N.Y.』(2001)、『サマーリーグ』(2001)と主演が相次いだが、批評家からの評判は良くなく 、興行収入もあまりよくなかった。
それでも2000年、ピープルの世界で最も美しい50人に選ばれた。
2002年の実写版『スクービー・ドゥ』と2004年に公開された『スクービー・ドゥ2 モンスター・パニック』でフレッド・ジョーンズを演じ、彼の妻サラ・ミシェル・ゲラーもこの映画に出た。
また、NBCのシットコム『フレンズ』で男のベビーシッターであるサンディを演じた。
ABCの『ボストン・リーガル』ではDenny Craneの子とされてきた Donny Craneを演じた。また、自身の生活を描いたシットコムFreddie があったが、2006年5月に打ち切りになった。それでも、その番組のクロスオーバーとしてThe George Lopez Show にゲスト出演した。
2004年、彼はTV Landから晩年の父親の代行として特別賞を受賞。彼は父のかつての共演者 デラ･リースに対して、アドバイスとサポートを続けてくれたことを感謝した。
2006年、コンピュータアニメーション映画 Shark Bait でPiの声を当て、翌年、妻のゲラー、ウォーレス・ショーン、アンディ・ディック、シガニー・ウィーバー らと共に共演したHappily N'Ever After ではリックを演じた。
2009年3月、ABCのNo Heroics (イギリスの番組のリメイク)で、Bradley/Ultimatumを演じることが発表されたが実現しなかった。
その報道があってすぐ、『24 -TWENTY FOUR-』の第8シーズン(2010)に、シーズンレギュラーとなるCTUのエージェントとしてキャスティングされた。

## WWE関連
WWEのファンとしてもよく知られており、2008年3月、WWEのレッスルマニアXXIVのセレモニーの準備に参加し、ジョン・ヘニガンとザ・ミズ司会のオンライン番組The Dirt Sheetではカメオ出演を果たしたこともありview、WWEの"Universe"ブログ・コミュニティに公式プロフィールを作り、WWEでの出来事をつづっていった。
彼はスマックダウンのために週刊ペイパビュー番組を配信するためにcreative staffになり、団体との関係が緊密になった。そして2009年2月22日、プリンゼ・ジュニアと団体が袂を分かったことが報道された。

## 私生活
1990年半ば、俳優のキンバリー・マッカローと3年以上付き合っていた。
2002年9月1日メキシコのハリスコ州 Puerto Vallartaでサラ・ミシェル・ゲラーと結婚した。 この2人は『ラストサマー』の撮影以来、2000年から付き合い始め、2001年4月に婚約した。ゲラーは『シーズ・オール・ザット』でカメオ出演を果たした。
2007年、結婚5年目を記念して、ゲラーは名前をサラ・ミシェル・プリンゼに変更した。2009年9月19日、女の子、シャーロット・グレイスが誕生。
趣味はタップダンスと漫画本集め。アーセナルFCのファンで、 東アジアの映画も好きである。

## 出演作品

### 映画
| 年   | 題名                                                                       | 役名                      | 備考                   |
| ---- | -------------------------------------------------------------------------- | ------------------------- | ---------------------- |
| 1996 | 逢いたくて To Gillian on Her 37th Birthday                                 | Joey Bost                 |                        |
| 1997 | ストーム The House of Yes                                                  | Anthony Pascal            |                        |
| 1997 | ラストサマー I Know What You Did Last Summer                               | レイ・ブロンソン          |                        |
| 1996 | Hostage High                                                               | Aaron Sullivan            |                        |
| 1998 | ラストサマー2 I Still Know What You Did Last Summer                        | レイ・ブロンソン          |                        |
| 1999 | シーズ・オール・ザット She's All That                                      | ザック・シラー            |                        |
| 1999 | ウィング・コマンダー Wing Commander                                        | 1st Lt. Christopher Blair |                        |
| 2000 | Down to You                                                                | Alfred 'Al' Connelly      |                        |
| 2000 | 理想の恋人を見つけるための7つのジンクス Boys and Girls                     | ライアン・ウォーカー      |                        |
| 2001 | 恋にあこがれ in N.Y. Head Over Heels                                       | ジム・ウィンストン        |                        |
| 2001 | サマーリーグ Summer Catch                                                  | ライアン・ダン            |                        |
| 2002 | スクービー・ドゥー Scooby-Doo                                              | フレッド                  |                        |
| 2004 | スクービー・ドゥー モンスター・パニック Scooby Doo 2: Monsters Unleashed   | フレッド                  |                        |
| 2005 | ラッキーナンバー9 Shooting Gallery                                         | Jericho                   | 兼製作                 |
| 2006 | フィッシュ・レース Shark Bait                                              | Pi                        | 声の出演               |
| 2006 | Happily N'Ever After                                                       | Rick                      | 声の出演               |
| 2007 | ギャング・オブ・ブルックリン Brooklyn Rules                                | Michael                   |                        |
| 2007 | それでも恋するニューヨーク New York City Serenade                          | オーウェン                |                        |
| 2008 | Jack and Jill vs. the World                                                | ジャック                  |                        |
| 2008 | デルゴ Delgo                                                               | デルゴ                    | 声の出演               |
| 2012 | Mass Effect: Paragon Lost                                                  | Lieutenant James Vega     | 声の出演               |
| 2019 | スター・ウォーズ/スカイウォーカーの夜明け Star Wars: The Rise of Skywalker | ケイナン・ジャラス        | 声の出演（カメオ出演） |
| 2025 | I Know What You Did Last Summer’ Sequel Film                               | レイ・ブロンソン          |                        |

### テレビシリーズ
| 年        | 題名                                                      | 役名               | 備考                                                                     |
| --------- | --------------------------------------------------------- | ------------------ | ------------------------------------------------------------------------ |
| 2002      | フレンズ Friends                                          | サンディ           | 第9シーズン第6話「キュートなベビーシッター」                             |
| 2005-2006 | Freddie                                                   | Freddie Moreno     | 主演 兼製作・脚本                                                        |
| 2010      | 24 -TWENTY FOUR- 24                                       | コール・オーティス | 第8シーズン、計24話出演                                                  |
| 2013      | イーストエンドの魔女たち Witches of East End              | Leo Wingate        | 第1シーズン第4話「呪文の代償」 第1シーズン第7話「死者の復活」            |
| 2013-2014 | BONES Bones                                               | ダニー・ベック     | 第9シーズン第1話「プロポーズの秘密」 第9シーズン第16話「湖に沈んだ希望」 |
| 2014-2018 | スター・ウォーズ 反乱者たち Star Wars Rebels              | ケイナン・ジャラス | 声の出演                                                                 |
| 2021      | スター・ウォーズ: バッド・バッチ Star Wars: The Bad Batch | ケイレブ・デューム | 声の出演                                                                 |